# 中国長春鉄路
中国長春鉄路（ちゅうごくちょうしゅんてつろ）は、第二次世界大戦終結後、旧満洲国と旧関東州の領域を合わせた満洲全土の鉄道を一時的に営業していた鉄道事業者。略称は中長鉄路。また日本側資料では中国長春鉄道と表記されることもある。
1945年のソ連対日参戦によって満洲国が崩壊した後、南満洲鉄道と満洲国国有鉄道の鉄道運営を継承する目的で設立され、1955年に中華人民共和国政府に路線を返還して解散するまでの11年間存続した。

## 歴史

### 前史
1905年、日露戦争後のポーツマス条約により日本側が権益を獲得した東清鉄道南部線の南側部分や、陸軍が安東（現在の丹東） - 奉天（現在の瀋陽）間に敷設した鉄道の運営、およびそれに附随する鉄道附属地を経営するために作られた国策会社・南満洲鉄道（満鉄）は、大陸での鉄道を中心とする日本の権益確保に大きな役割を果たした。
しかし1922年頃から始まった「利権回収運動」により、それまで親日的であった現地政権・奉天軍閥が離反、日本に対抗し並行線の建設に着手し、満鉄を兵糧攻めとした。日本の権益確保を目指す関東軍は、1928年に張作霖爆殺事件を引き起こし恫喝するが、ますます奉天軍閥の態度が強硬となったため、1931年に奉天軍閥に冤罪をかぶせて満洲事変を引き起こし、奉天軍閥を潰滅させた。
その後空白となった満洲の処理として傀儡政権樹立が行われ、1932年3月1日に満洲国が建国。満洲の政権として奉天軍閥の権益を継承することとなった。
1933年2月9日、満洲国政府は鉄道を原則国有とする「鉄道法」を公布・施行、交通部に対し領内の自国資本・日本資本の幹線鉄道を接収させて満洲国国有鉄道とし、即日南満洲鉄道に経営委託させた。3月1日には南満洲鉄道の社内に国鉄線の運行事務局である鉄路総局を設置、1935年には中国とソビエト連邦の合弁ゆえに接収出来ずにいた中東鉄道の接収に成功する。これにより満洲国内の鉄道はごく小規模な私鉄を除き、南満洲鉄道か満洲国国有鉄道かのいずれかに属することになった。
1936年10月1日に鉄路総局は南満洲鉄道本体の鉄道部と統合されて鉄道総局に改編、1939年には営業キロが1万キロを突破。看板列車の特急「あじあ」とともに当時最先端の鉄道運営を行っていた。

### ソ連対日参戦と満鉄接収
第二次世界大戦が始まると、満洲国も日本とともに枢軸国として参戦した。しかし枢軸国を巡る戦況は次第に悪化し、1943年に入る頃から日本は南洋戦線で大敗、ヨーロッパ側でも東部戦線においてソビエト連邦が猛攻を続け、枢軸国側を圧倒していた。1945年春にはイタリア社会共和国とドイツが相次いで降伏、戦争を継続しているのは実質的に日本だけとなった。
一方、ソ連は1945年2月のヤルタ会談でアメリカ合衆国・イギリスの要請を受ける形で密約を締結（ヤルタ協定）。ドイツの降伏後90日以内に対日参戦することを決定するとともに、満洲の港湾・鉄道におけるソ連の権益確保を行った。この時既に鉄道については、ソ連と中国の合弁会社が運営する戦後方針が決定されている。
その結果、1945年8月9日、日ソ中立条約を破棄したソ連軍によるソ連対日参戦が行われ、満洲国内に大量のソ連軍が侵攻した。
ソ連の参戦は関東軍に対し戦力として大きな期待を寄せ、中立条約もあったことからソ連の侵攻を想定していなかった満洲国内に、大きな混乱をもたらした。実際には関東軍主力部隊は南方戦線に転用され戦力は空洞化、持久戦を最初から想定するほどの兵員不足状態であった。このため、関東軍は民間人保護を実質放棄する形で南下し敗北、満洲国政府も皇帝・愛新覚羅溥儀とともに「遷都」を宣言し南方に疎開してしまった。
だが8月15日に日本がポツダム宣言を受諾して無条件降伏したことが17日に伝わると、満洲国政府は翌18日に皇帝退位を宣言し消滅。関東軍もほぼ瓦解した状態で停戦、終戦を迎えた。
かくしてソ連軍の満洲への進駐が開始された。その中で多くの施設が接収されたが、南満洲鉄道もその例外ではなかった。8月20日、ソ連軍司令官・コバリョフ大将と新京駐屯軍司令官カルロフ少将が、当時事実上の本社であった南満洲鉄道新京本部へ到着、接収を行った。
17日に関東軍司令官・山田乙三から戦後処理を任されていた総裁・山崎元幹は、ただちに社内へソ連軍への協力と社員・家族の保護について自分がソ連側と協議する旨の布告を発し、夕方には社旗を収納してソ連の指揮下に入ることを行動で示した。その上で、ソ連軍司令官のコバリョフ大将と会談、ソ連に全面協力する代わり、社員と家族の生命財産保護、給与の確保の約定を取りつけたのである。

### 中国長春鉄路の登場
この満鉄本部接収と前後して、ソビエト連邦と満洲の行政権が移管される中華民国との間で、満洲の戦後処理交渉が行われた。
これにより1945年8月14日、ソ連は中華民国政府に対し軍事物資などの支援を行うことを定めるとともに、軍事行動が不要となった場合は軍政を解除、行政権を中華民国に移管するとした中ソ友好同盟条約を締結、12月3日から発効すると定められた。
この条約締結に併せて「旧東清鉄道及び南満洲鉄道線、すなわち満洲里 - 綏芬河及び哈爾浜 - 大連・旅順間を一路線とし『中国長春鉄路』と定め、中華民国及びソ連の共同所有・共同経営とし、支線もそれに付随する」とする中国長春鉄路協定が締結された。
これにより、12月3日の条約発効と同時に、旧満鉄・旧満洲国鉄を継承することを目的とした中ソ合弁会社である中国長春鉄路公司が発足することが決定した。設立根拠となった協定は30年期限とされ、満期後は中国長春鉄路公司の全資産を無償で中華民国政府に譲渡すると定めており、暫定的な性格を有する会社であった。
一方、満鉄に対しては8月31日には大連本社を接収、9月12日には哈爾浜に着任した会社幹部のジュラヴィヨフ少将から、満洲里 - 綏芬河間はソ連軍が、その他の各線は現在の従業員が運営する方針が伝達された。
しかし9月22日、中国長春鉄路のソ連側代表としてカルギン中将が長春を来訪、旧満鉄新京本部を中国長春鉄路本社として理事会を設置、自ら副理事長に就任し旧満鉄総裁の山崎元幹に対し、旧満鉄・旧満洲国鉄の全路線の管理権が自分に移管されたことを伝達した。山崎は条約発効前にもかかわらず新会社が設立された理由を質問したが、カルギンは既に会社設立は完了しているが、中国側代表が着任していないと回答、会社発足を強行した。これには鉄道および満洲にある各種資産の確保とソ連への輸送を目的としたソ連政府の意向が強く反映されていると考えられている。
このようにして満鉄は解体され、中国長春鉄路が鉄道経営を継承することとなった。山崎はこの状況下、日本人社員を中国長春鉄路社内に幹部社員として出向させソ連側の意向を牽制すると共に社員に綱紀粛正を徹底した。
9月27日、満鉄の消滅と元社員を中国長春鉄路公司社員に任用する方針が通告され、9月28日に旧満鉄新京本部の表札が外され「満鉄の消滅」が形で示される頃から、引継業務が本格的に着手された。引継ぎ業務完了後は当面の会社運営及び日本人に引揚輸送に必要な人員の確保を目的に旧満鉄社員を日本への引揚げを認めず、現地に留任させて鉄道運行業務に当たらせるという留用が実施され、多くの社員が留用された。
留用された旧満鉄社員はソ連側の指示に積極的に協力したが、11月9日に「満鉄は関東軍の走狗であり準軍事機関である」ことを理由に旧満鉄財産のソ連への引渡要求があった際、「満鉄は日本の自主独立機関であり、財産も日本政府の出資にかかるものである以上自由な処分はできず、引渡可能な内容は管理権及び利用権のみである」とソ連側に反論している。なおこの問題に関しては、山崎に対するカルギンの好意もあって、日本側の意見が諒承されている。
会社にとり大きな問題となったのが、満洲の治安維持である。日本敗戦を知った地元住民による主要都市での暴動は治安状況を悪化させ、満洲国や関東軍という警察力を失った満洲での治安維持能力を有する機関は、会社とソ連軍のみであった。しかし会社の警察力は限定的であり、またソ連軍は末端兵士の軍紀の乱れにより掠奪や暴行事件を頻発させたばかりでなく、鉄道車輛や工場設備などを戦利品として不法に接収しており、住民からの信頼を喪失していた。
また中ソ友好同盟条約にはソ連軍の駐留を3か月と規定していたが、ソ連軍はこの規定を無視して期限後も満洲駐留を継続した。その間、満洲ではいくつもの中ソ合弁企業が設立されており、参戦国として満洲利権を獲得すべく準備を進めていた。
なおこの後、日本ではGHQにより南満洲鉄道の処遇が協議され、同社は1945年9月30日に解散したものとし、さらに翌1946年4月11日には社員を1945年12月31日に遡及解雇する指令が出されていたが、満洲にその指示は伝達されていない。

### 国共内戦による混乱
こうして南満洲鉄道はその姿を消し、中国長春鉄路として装いも新たに、戦後処理として日本側から中国側へ、ソビエト連邦を介しながらの鉄道業務引継が開始された。
1945年10月11日、中華民国政府は長春に「東北行営」と称される行政支所を設置、同時に中国長春鉄路公司中国側代表・張公権が着任した。これに前後して哈爾浜・長春・大連・瀋陽に分局が設置され、鉄道会社としての形態が次第に整備されて行った。
しかしその頃になると、中華民国政府を主導する中国国民党とそれに協力した中国共産党は戦後構想の相違により決裂、ついに国共合作が解消されて内戦状態へと突入した（国共内戦）。
満洲ではソ連侵攻の際に錦州や安東など東満洲・西満洲、さらには北満方面に進出していた中国共産党員が活動を開始、11月8日には共産党が大連の実効支配権を掌握し市人民政府を設立、大連分局も共産党により掌握され、会社は分裂状態となった。
さらに11月19日には長春に侵攻、政治的取引により撤退したものの、国民党側は東北行営を閉鎖するなどの影響が出た。しかし翌1946年1月10日に国民党・共産党は停戦協定を結び、内戦拡大は避けられるかと思われた。
こうした状況下、1946年1月15日からソ連軍がほぼ2か月かけて撤収を開始し始めた。先述のような末端兵の軍紀の乱れにより被害をこうむっていた住民に一時の安堵を与えたが、3月14日に共産党軍が突然吉林省南部の公主嶺付近で鉄道を爆破、国共内戦が再開されることとなった。
共産党軍の攻撃に対し国民党は4月6日に瀋陽に「東北行轅」として行政支所を再設置、共産党軍と対決姿勢を強めた。4月18日には長春で両軍が衝突、その結果長春は共産党が占領、鉄道や鉄橋は大部分が破壊され鉄道機能を喪失した。関東軍の遺した武器を接収して高い戦闘力をつけていた共産党軍の勢いに、やむなく会社は瀋陽に本社を移転している。
4月22日には国民党側によってその再建が始まったが、共産党軍は4月29日には四平も占領。再び軍事的緊張が高まった。
しかし共産党軍は5月23日に長春から撤収、再び国民党が施政権を回復すると、会社の本社も再度長春に戻った。この時点でソ連側の幹部は大連に移動しており、以後は中華民国側が経営主導権を掌握することとなった。国民党軍も末端に軍紀の乱れがあり、掠奪などの事件を起こしたが、次第に治安は回復の兆しを見せ始めた。
それでも国民党と共産党勢力が一進一退で対峙する不安定な平衡状態が続いていたことに変わりはなく、ついに7月12日に全面戦争に突入することになる。中ソ友好同盟条約により、一応ソ連の軍事支援などは国民党側に流れることになっていたほか、アメリカ合衆国の支援も受けていたため、その軍事力は高かった。同条約でソ連も表立って支援できなくなる中で共産党は戦わざるを得ず、状況自体は国民党側に有利であった。
国民党軍は長春を奪回した後、北進し共産党軍を撃破、10月になると今度は南進し普蘭店までの地域を奪回した。
これとともに不通となっていた鉄道も徐々に再開されたものの、共産党軍が鉄道を破壊して進軍したのを修復しながらであった。当時破壊された設備は、車輛では機関車179両・客車68両・貨車468両、設備では線路が300か所以上、橋梁が228か所に上り、修理だけで約33億5千万元の経費が発生するなど厳しい財務状況での営業が続いた。

### 中華人民共和国の成立と鉄路の終焉
中国大陸で国共内戦が継続する一方、世界では冷戦の開始により、アメリカ合衆国とソビエト連邦の反目が始まっていた。ヤルタ会談の時点で既にその萌芽はあったが、この頃になるとヨーロッパ各国での共産党勢力伸長を防止するためのアメリカによる介入、東欧で共産党勢力による社会主義政権樹立のためのソ連の支援など、次第に対立は先鋭化して行った。
このため中国大陸での国共内戦も、背後に両国が関係していたことから次第に代理戦争の色を帯び始めた。そしてついにソ連は、中ソ友好同盟条約により親米政権としてアメリカの支援も同時に受けていた中国国民党への支援政策を見直し、共産主義政党である中国共産党支援へと方針転換した。
このことは国民党にとって大きな打撃となった。既に国民党は民衆の支持を失い始めていただけでなく、アメリカも日本の占領政策を優先し支援を縮小していた状況において、ソ連の支援までも失うことは、軍事的に大きな損失となったためである。
1947年4月以降、ソ連の支援を受けた共産党は満洲全土で勢力を回復、国民党を攻撃し長春の周囲の鉄道を全て破壊、長春に駐屯する国民党を孤立させるに至った。この結果鉄道は壊滅し、翌1948年10月に瀋陽を再び落とされ長春を占領される頃までには、中国長春鉄路の業務は完全停止となった。
そして中国大陸の各都市を占領した共産党は、1949年10月1日に中国を統一し中華人民共和国を樹立。国民党は台湾に逃亡するという結果で国共内戦は終結した。
国共内戦の大勢を見たソ連は中華人民共和国と1950年2月14日に中ソ友好同盟相互援助条約を締結、軍事協力を含む両国の協力関係を確認した。戦災から徐々に復興していた中国長春鉄路に関しては中国長春鉄路・旅順口・大連協定が締結され、「対日講和が成立した後、あるいは1952年末まで中国長春鉄路を現状の体制で維持し、その後政府に返還する」と規定された。
1951年9月8日に対日講和としてサンフランシスコ講和条約が署名され、1952年4月28日に発効したことにより、「中国長春鉄路・旅順口・大連協定」の条件によって自動的に1952年末まで中国長春鉄路は生き長らえることになった。
1952年12月31日、中国長春鉄路が保有する鉄道資産が中華人民共和国政府に返還される期日となったが、朝鮮戦争の影響で実際の引渡業務は順延され1955年に完了、中国長春鉄路はここに解散した。
なお旧満鉄社員の留用は、食糧難と物価高騰により生活に困窮する状況の中で早期の解除が望まれた結果、1946年5月14日に壺蘆島から民間人とともに第一次帰還が実現した。1947年に旧総裁ほか幹部社員が解除され、翌1948年に残る社員の留用も解除されており、中国長春鉄路終焉時には一部を除いて日本人は帰国していた。

### 年表
- 1945年
  - 8月9日 - ソ連が対日参戦、満洲国領内にソ連軍が侵攻。
  - 8月14日 - ソ連と中華民国の間で中ソ友好同盟条約及び中国長春鉄路協定が締結。12月3日から発効予定。
  - 8月15日 - 日本、ポツダム宣言を受諾して全面降伏。
  - 8月18日 - 皇帝退位の形で満洲国崩壊。
  - 8月20日 - ソ連軍司令官・コバリョフ大将と新京駐屯軍司令官カルロフ少将、南満洲鉄道新京本部を接収。
  - 8月31日 - 大連本社接収。
  - 9月12日 - 当鉄路幹部のジュラヴィヨフ少将より満洲里-綏芬河間はソ連軍が、その他の各線は旧満鉄職員が運営する方針を伝達。
  - 9月22日 - 新会社のソ連側代表としてソ連軍のカルギン中将が長春に着任、旧満鉄新京本部を中国長春鉄路の本社として理事会を設置。旧満鉄・旧満洲国鉄の全路線の管理権が移譲されたと通達。事実上の会社設立強行。
  - 9月27日 - 満鉄の消滅と元社員を新会社社員として採用することを通告。
  - 9月28日 - 旧満鉄新京本部の表札撤去。
  - 9月30日 - 満鉄、登記上解散。
  - 10月11日 - 中華民国政府、長春に「東北行営」を設置し、同時に中国側代表・張公権が着任。
  - 11月8日 - 大連で共産党が市庁を開設。大連分局は共産党系の支配下におかれ事実上分裂状態になる。
  - 11月9日 - ソ連側から満鉄財産の引渡要求。管理権・利用権のみを引渡すことで決着。
  - 11月19日 - 共産党軍、長春に侵攻するも政治的取引により撤退。国民党、東北行営を廃止。
  - 12月31日 - 満鉄社員全員解雇。
- 1946年
  - 1月10日 - 国共間で停戦協定を締結。
  - 1月15日 - ソ連軍の撤収開始。
  - 3月14日 - 共産党軍、公主嶺付近で鉄道を爆破。国共内戦再発。
  - 4月6日 - 国民党、瀋陽に「東北行轅」を設置。
  - 4月18日 - 共産党による長春占領に伴い本社を瀋陽に疎開。鉄道施設が爆破され鉄道は不通となる。
  - 4月22日 - 国民党、鉄道の再建開始。
  - 4月29日 - 共産党軍、四平を占領。
  - 5月14日 - 旧満鉄社員の留用の漸次解除、壺蘆島からの第一次帰還が実現。留用解除は1948年までに終了。
  - 5月23日 - 共産党軍が長春から撤退。国民党軍が進駐。
  - 7月12日 - 国共内戦が全面戦争に突入。
  - 10月 - 国民党、普蘭店まで奪回。徐々に鉄道再開。
- 1947年4月 - 共産党軍、満洲全土で反攻、長春の周囲の鉄道施設を破壊。
- 1948年10月 - 共産党軍、瀋陽・長春を占領。中国長春鉄路の業務完全停止。
- 1949年10月1日 - 共産党により中華人民共和国が樹立。
- 1950年2月14日 - ソ連、中華人民共和国と中ソ友好同盟相互援助条約と中国長春鉄路・旅順口・大連協定を締結。対日講和が成立した後、あるいは1952年末まで中国長春鉄路をそのままの体制で保持し、その後政府に返還することになる。
- 1952年12月31日 - 中国長春鉄路の返還期限満了。ただし朝鮮戦争のため引渡し順延。
- 1955年 - 全路線を引き渡し、中国長春鉄路解散。

## エピソード
上述のようにソビエト連邦軍は末端の軍紀が乱れており、結果的に自ら治めるべき満洲の治安を逆に悪化させて人々を恐怖に陥れた。また国民党軍や共産党軍も似たような軍紀の乱れを見せた。
しかしそれとは逆に南満洲鉄道を接収したソ連軍中央部隊の上官や中国政府高官たちはいずれも紳士的な人物であり、満鉄に対しても日本人に対しても好意的であった。これに関し、以下のようなエピソードが残されている。
- ソ連軍司令官・コバリョフ大将は最初高圧的な態度を取っており、総裁・山崎元幹らは相当にきついと覚悟して会談に臨んだ。いざ訪れてみると関東軍総参謀長・秦彦三郎との会談中であったが、コバリョフは「少し待ってくれ」と言って山崎らの眼の前で秦を一喝した。秦がほうほうの体で去るのを見ながら、コバリョフはいたずらそうな笑いを含んだ視線を山崎に向けた。これを見て山崎は、彼が憎んでいるのは関東軍であって日本人ではないと確信したという。
- カルギン中将はソ連の代表者として業務面では厳しい要求を突きつけたが、実際には温厚で人間味のある人物であった。また本来役員でなくなったはずの山崎の顔を立て、固辞する彼を最高顧問とし、さらに総裁室も引き続き使用させて自分は隣の応接室で執務を行っていた。また総裁室移転の話が出た際も山崎の老齢をおもんばかって中止させ、歴代満鉄総裁の肖像画の処分の話が出た際にも、そのままにして山崎のものも飾ってやるよう言ったという。
- カルギンと山崎は総裁公館の1階と2階に住むうち、次第に個人的に親しくなって行った。やがて仕事中に冗談を言うほどの仲になり、ある時山崎が「そんなに苦労させないでくれ、あなた達のせいで白髪がこんなに増えましたよ」と軽い嫌味を言ったところ、カルギンに「あなたの苦労は今度が初めてでしょう。私は子供の頃から命のやり取りをしていたせいで、頭がこんなにはげてしまった」と冗談で返された。軍の撤退時にも、固い握手を交わして別れている。
- 中国側代表の張公権は慶應義塾幼稚舎から大学を出るまで日本で育った人物であり、山崎との会見を喜んだ。日本にいる同級生を案じる張に、山崎は思わずほろりとして「きっと無事ですよ」と元気づけた。
- 東北行営の交通部署である交通処長・陳延炯は東京帝国大学（現在の東京大学）出身であった。このため「あなたの後輩の者です」と山崎にあいさつし、彼を面食らわせた。山崎がソ連進駐以後のことを語るのに、彼はその苦痛と侮辱を思って深く同情したと語っている。
- 1946年10月、山崎や幹部たちは戦犯としてソ連側・中国側から訴追されそうになった。しかし彼のことを知るカルギン・張公権・陳延炯は戦犯から外すよう尽力し、ついに戦犯から外すことに成功した。これに関して後年山崎は深く感謝し、葬儀の際の弔辞においてもこれらの話が取り上げられた。

## 参考資料
- 満鉄会編『満鉄最後の総裁山崎元幹』（満鉄会刊、1973年）
- 満鉄会編『南満洲鉄道株式会社第四次十年史』（竜渓書舎刊、1986年）
- 凌鴻勲『中国鉄路志』（暢流半月刊社刊、1954年）
- 満鉄会編『満鉄社員終戦記録』（満鉄会刊、1996年）
- 竹森一男『満鉄興亡史』（秋田書店刊、1970年）
- 満洲国史編纂刊行会編『満洲国史 総論』（謙光社刊、1973年）